# Corinna Rüffer
Corinna Rüffer (nascida a 11 de outubro de 1975) é uma política alemã da Aliança 90/Os Verdes que serve como membro do Bundestag pelo estado da Renânia-Palatinado desde 2013.

## Carreira política
Em 1999 Rüffer juntou-se ao partido Bündnis 90/Die Grünen. Ela tornou-se membro do Bundestag nas eleições federais alemãs de 2013, representando o círculo eleitoral de Trier. No parlamento, é membro da Comissão do Trabalho e dos Assuntos Sociais e da Comissão das Petições.